# Stand Up
Stand Up är det andra musikalbumet av den brittiska gruppen Jethro Tull, utgivet 1969. Det var gruppens första album med gitarristen Martin Barre, som ersatte originalmedlemmen Mick Abrahams.
Albumet nådde förstaplatsen på albumlistan i Storbritannien och 20:e plats i USA. Gruppens tolkning av Bachs "Bourrée i e moll", nu kallad "Bourée", blev en singelhit i några europeiska länder och nådde bland annat femteplats på nederländska singellistan.
Originalutgåvorna utgavs i ett specialdesignat omslag. Detta var ett utvikskonvolut som när någon öppnade omslaget vek upp en utskuren bild av gruppen likt en popup-bok.

## Låtlista
Sida 1
1. "A New Day Yesterday" – 4:11
2. "Jeffrey Goes to Leicester Square" – 2:12
3. "Bourée" (Ian Anderson/Johann Sebastian Bach) – 3:47
4. "Back to the Family" – 3:53
5. "Look into the Sun" – 4:23

Sida 2
1. "Nothing Is Easy" – 4:26
2. "Fat Man" – 2:52
3. "We Used to Know" – 4:03
4. "Reasons for Waiting" – 4:07
5. "For a Thousand Mothers" – 4:21

Bonusspår på 2001 års remastrade nyutgåva
1. "Living in the Past" (Ian Anderson/Terry Ellis) – 3:23
2. "Driving Song" – 2:44
3. "Sweet Dream" – 4:05
4. "17" – 3:07

- Samtliga låtar skrivna av Ian Anderson, om annat inte anges

## Medverkande
Musiker
- Ian Anderson – sång, flöjt, akustisk gitarr, hammondorgel, piano, mandolin, balalaika, munspel
- Martin Lancelot Barre – elektrisk gitarr, flöjt
- Glenn Cornick – basgitarr
- Clive Bunker – trummor, percussion

Bidragande musiker
- Andy Johns – basgitarr (spår 5)
- David Palmer – arrangement, dirigent

Produktion
- Ian Anderson – musikproducent
- Terry Ellis – musikproducent, omslagsdesign
- Andy Johns – ljudtekniker
- John Williams – omslagsdesign
- James Grashow – omslagskonst

## Listplaceringar
| Lista (1969)   | Position            |
| -------------- | ------------------- |
| Danmark        | 5                   |
| Finland        | 3                   |
| Kanada         | 20 (RPM)            |
| Nederländerna  | 2                   |
| Norge          | 5 (VG-lista)        |
| Storbritannien | 1 (UK Albums Chart) |
| Sverige        | 11 (Kvällstoppen)   |
| USA            | 20 (Billboard 200)  |
| Västtyskland   | 5                   |